# Accident d'un Antonov-26 au Soudan du Sud en 2017
Le 20 mars 2017, un Antonov An-26 de la compagnie South Supreme Airlines (en) effectuant un vol intérieur en provenance de Djouba a été détruit par un incendie après l'atterrissage sur l'aéroport (en) de Wau, au Soudan du Sud .

## L'avion
L'avion accidenté était un Antonov an-26, immatriculé S9-TLZ.

## L'accident
L'avion a été détruit par un incendie après l'atterrissage à l'aéroport de Wau, au Soudan du Sud lors d'un vol intérieur en provenance de l'Aéroport de Djouba. Il y avait 40 passagers et cinq membres d'équipage à bord. L'accident est survenu à environ 15:00 heure locale (12:00 UTC), avec une visibilité de 800 mètres. L'avion était probablement en feu quand il a atterri. Un témoin oculaire a signalé de la fumée provenant de la queue au moment de l'atterrissage. Un autre témoin rapporte que l'avion est entré en collision avec un camion de pompiers après avoir atterri, puis a pris feu. Le train d'atterrissage gauche s'est effondré et l'avion a été détruit par l'incendie. Trente-sept passagers ont été blessés plus ou moins sérieusement, cependant, il n'y a pas eu de mort dans l'accident,,.